# واوکنکورت نروزین
واوکنکورت نروزین (به فرانسوی: Vauconcourt-Nervezain) یک کمون در فرانسه است که در Canton of Dampierre-sur-Salon واقع شده‌است.

## خصوصیات
واوکنکورت نروزین ۱۸٫۴۳ کیلومترمربع مساحت و ۲۲۴ نفر جمعیت دارد.